# اجلاس ۲۰۱۹ گروه ۲۰ اوساکا
اجلاس ۲۰۱۹ گروه ۲۰ اوساکا (انگلیسی: 2019 G20 Osaka summit) چهاردهمین اجلاس بیست اقتصاد قدرتمند جهان روزهای ۲۸ و ۲۹ ژوئن در مرکز نمایشگاه بین‌المللی اوساکا در ژاپن برگزار شد. این اجلاس در جنگ تجاری چین و آمریکا می‌تواند نقطه عطفی باشد. این اولین اجلاسی است که به میزبانی ژاپن برگزار شده‌است.

## رهبران شرکت کننده

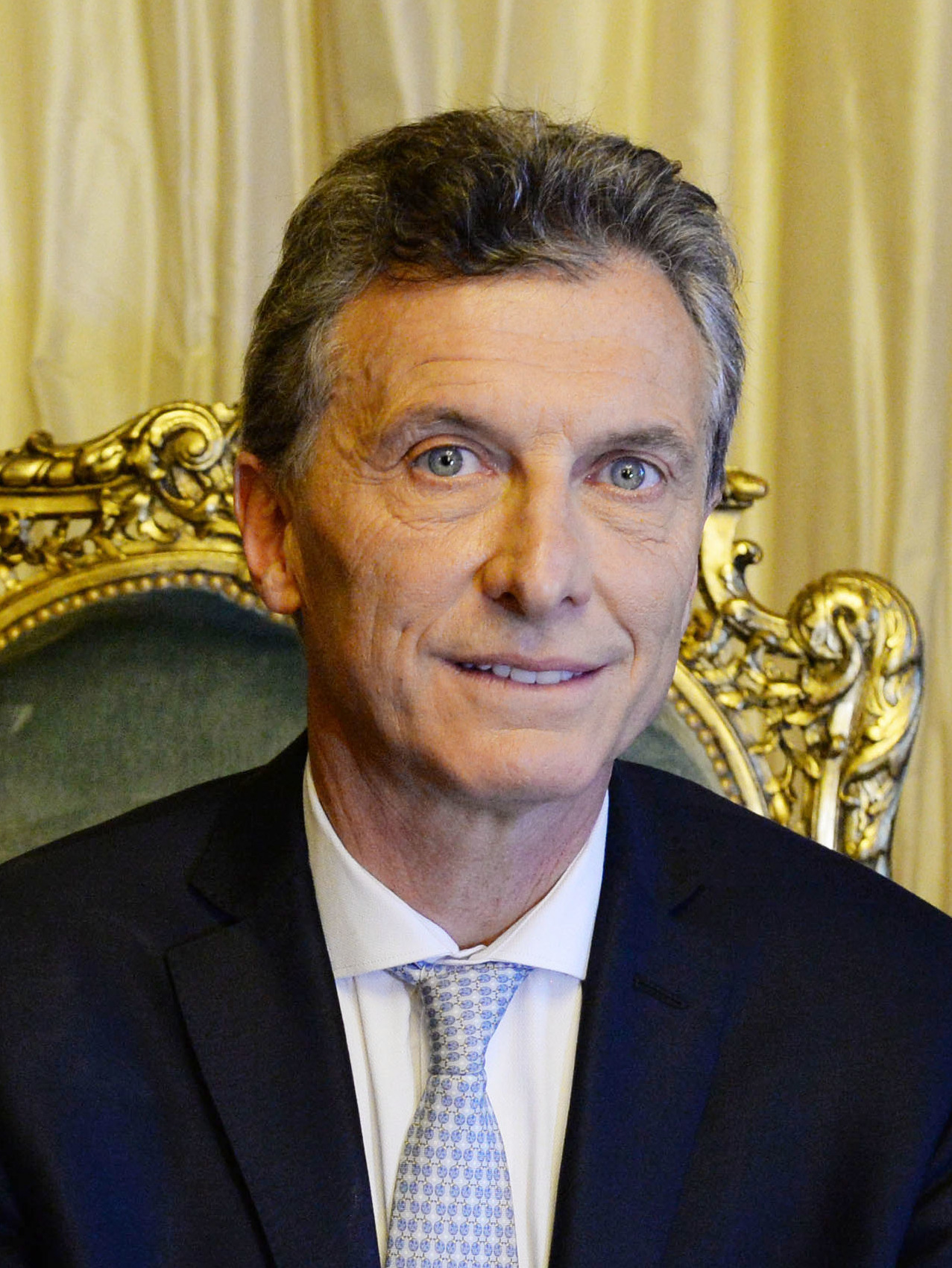
آرژانتین مائوریسیو ماکری، رئیس‌جمهور
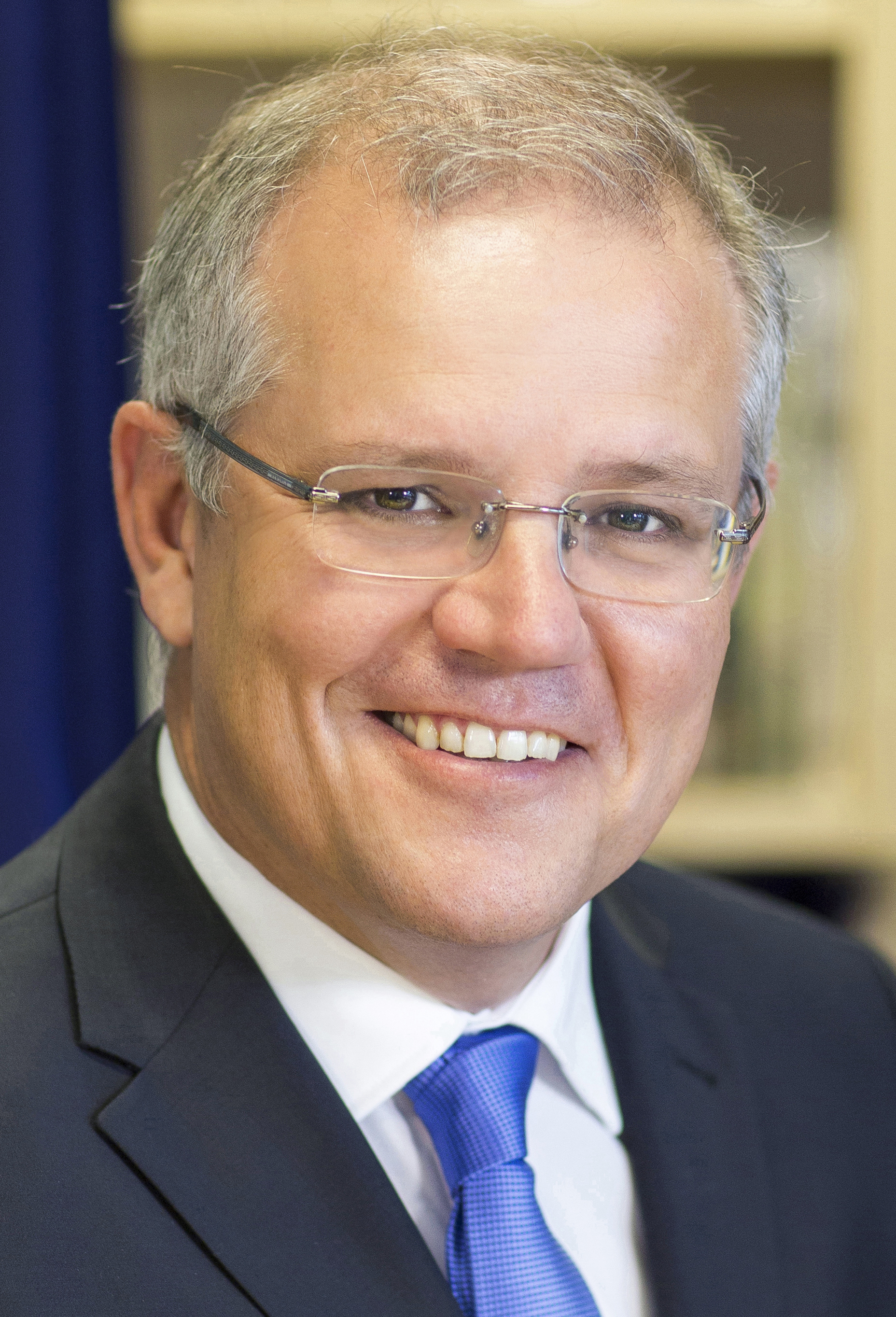
استرالیا اسکات موریسون، نخست‌وزیر
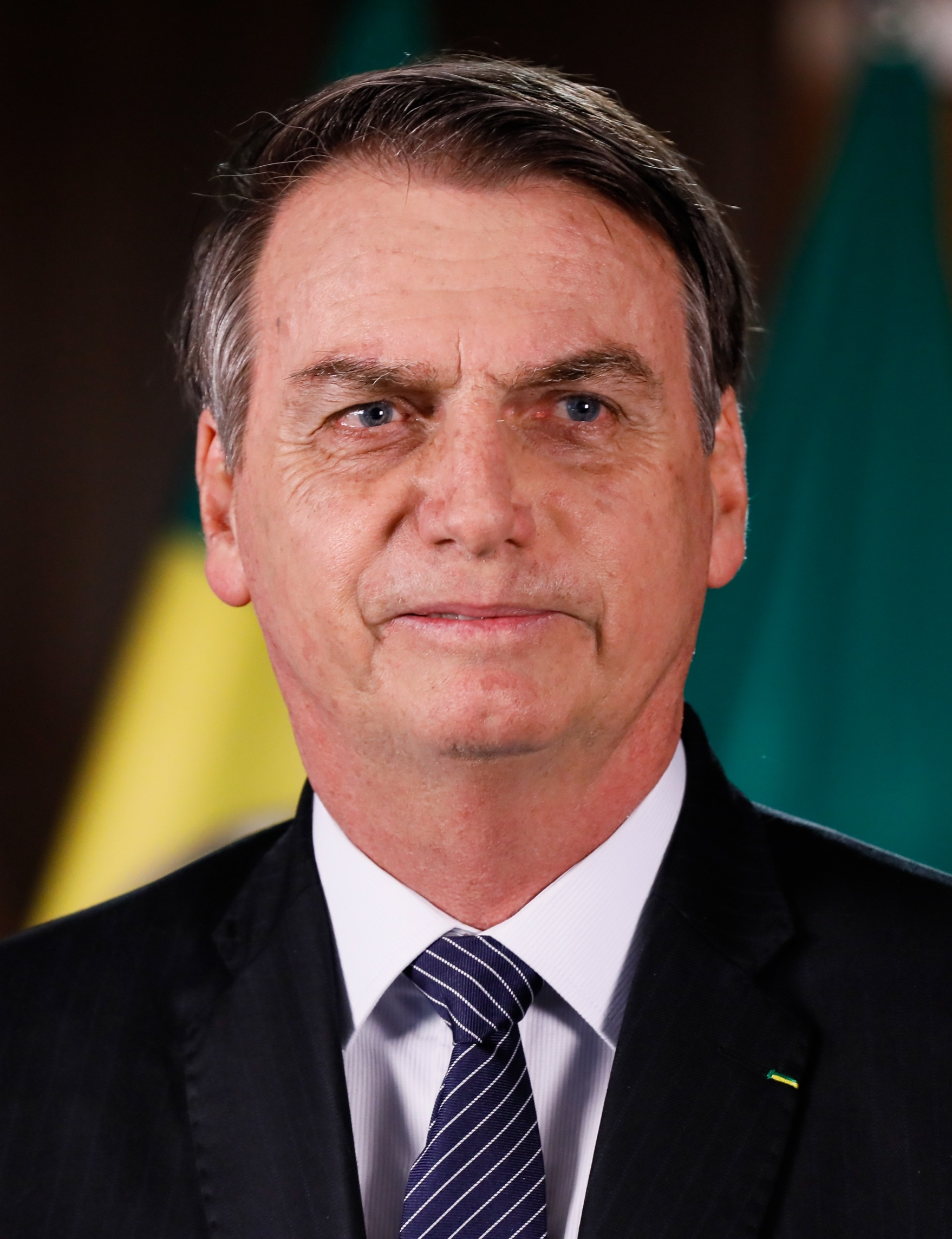
برزیل ژائیر بولسونارو، رئیس‌جمهور
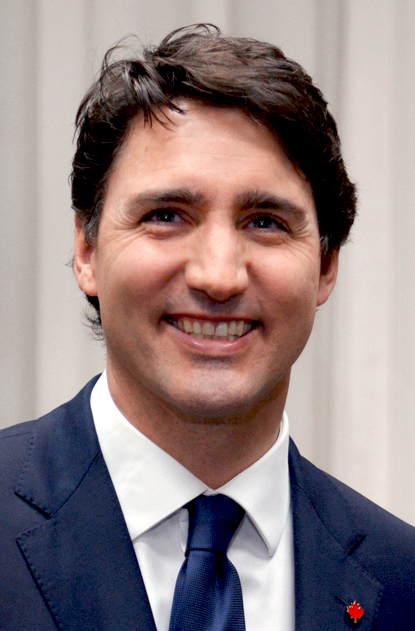
کانادا جاستین ترودو، نخست‌وزیر
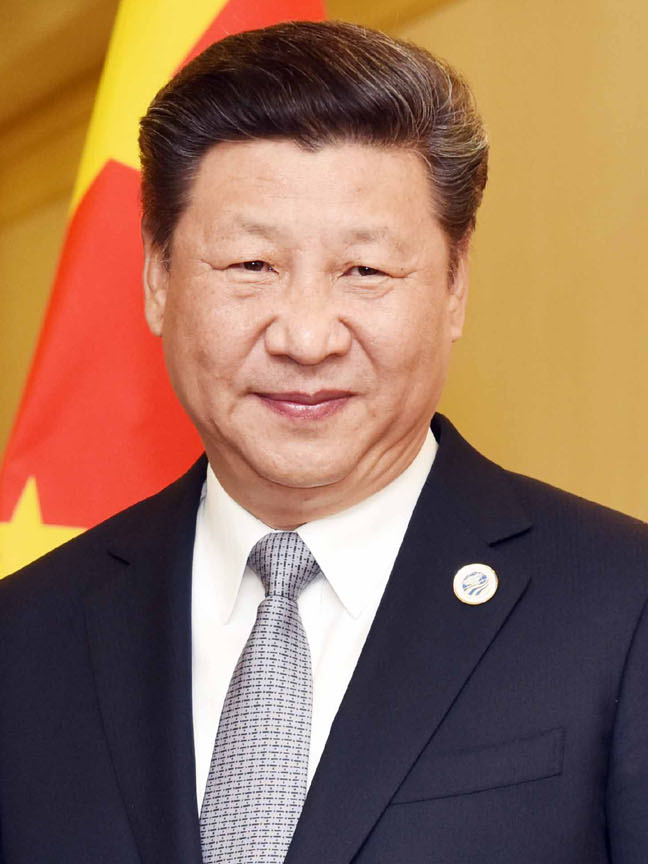
چین شی جین پینگ، رئیس‌جمهور
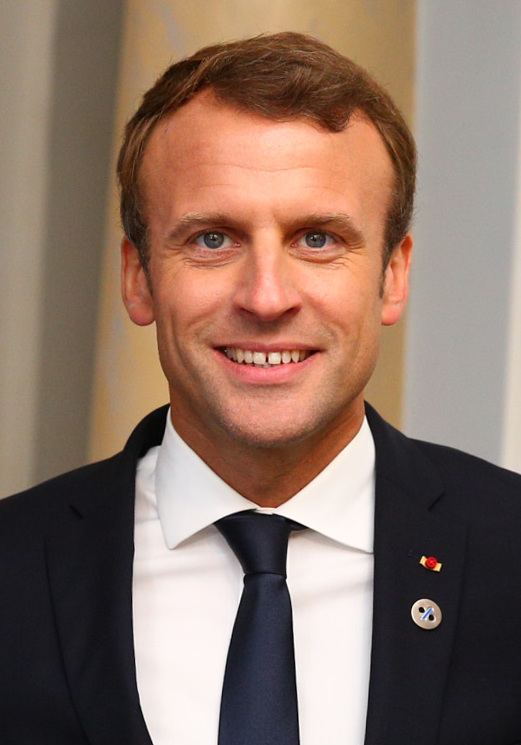
فرانسه امانوئل ماکرون، رئیس‌جمهور
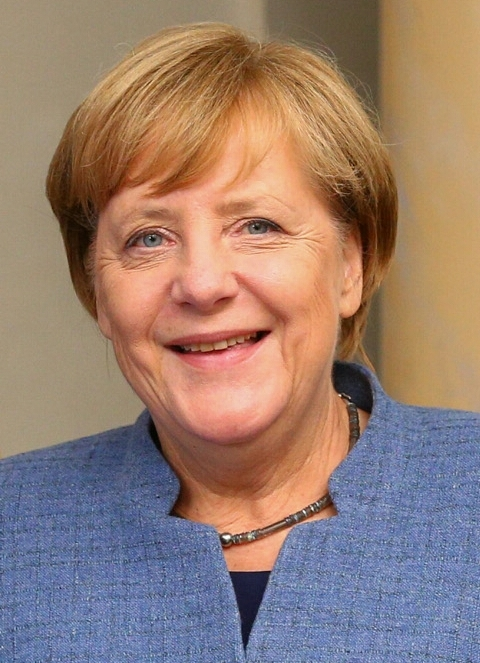
آلمان آنگلا مرکل، صدراعظم آلمان
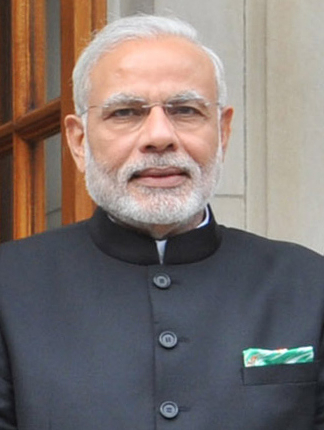
هند نارندرا مودی، نخست‌وزیر
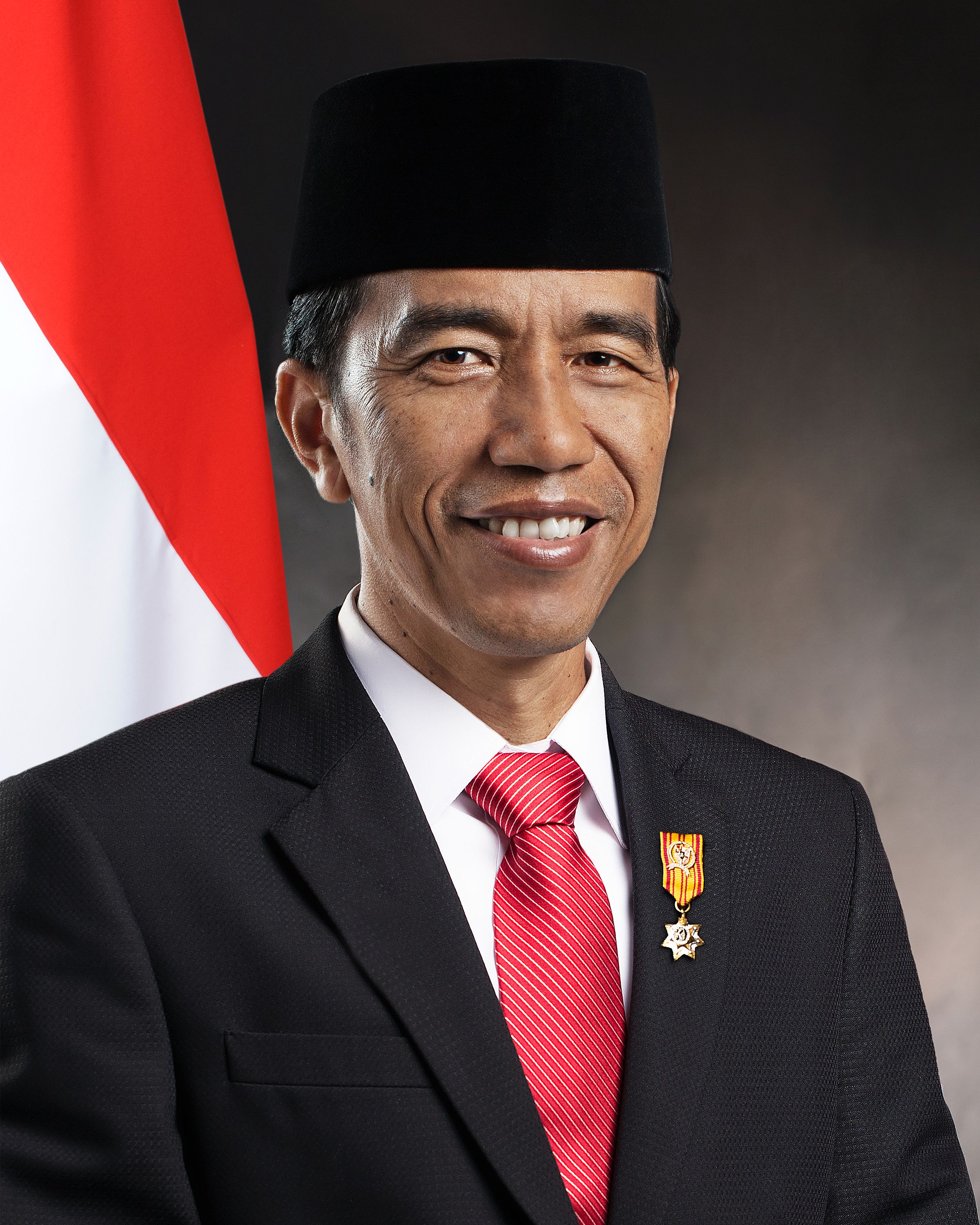
اندونزی جوکو ویدودو، رئیس‌جمهور
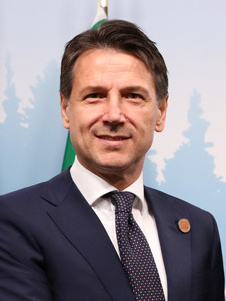
ایتالیا جوزپه کونته، نخست‌وزیر
ژاپن شینزو آبه، نخست‌وزیر (میزبان)
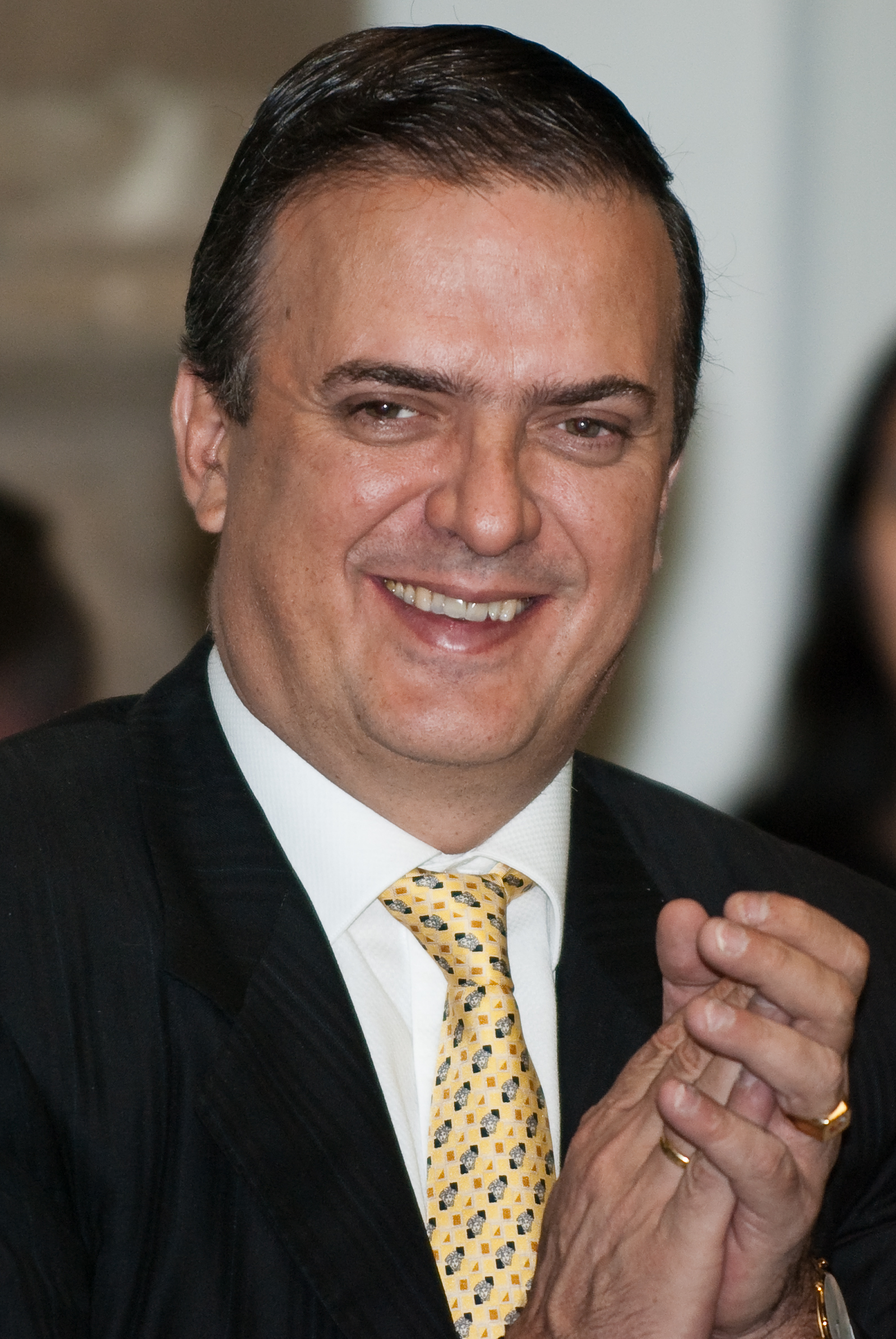
مکزیک مارچلو ابرارد، وزیر امورخارجه
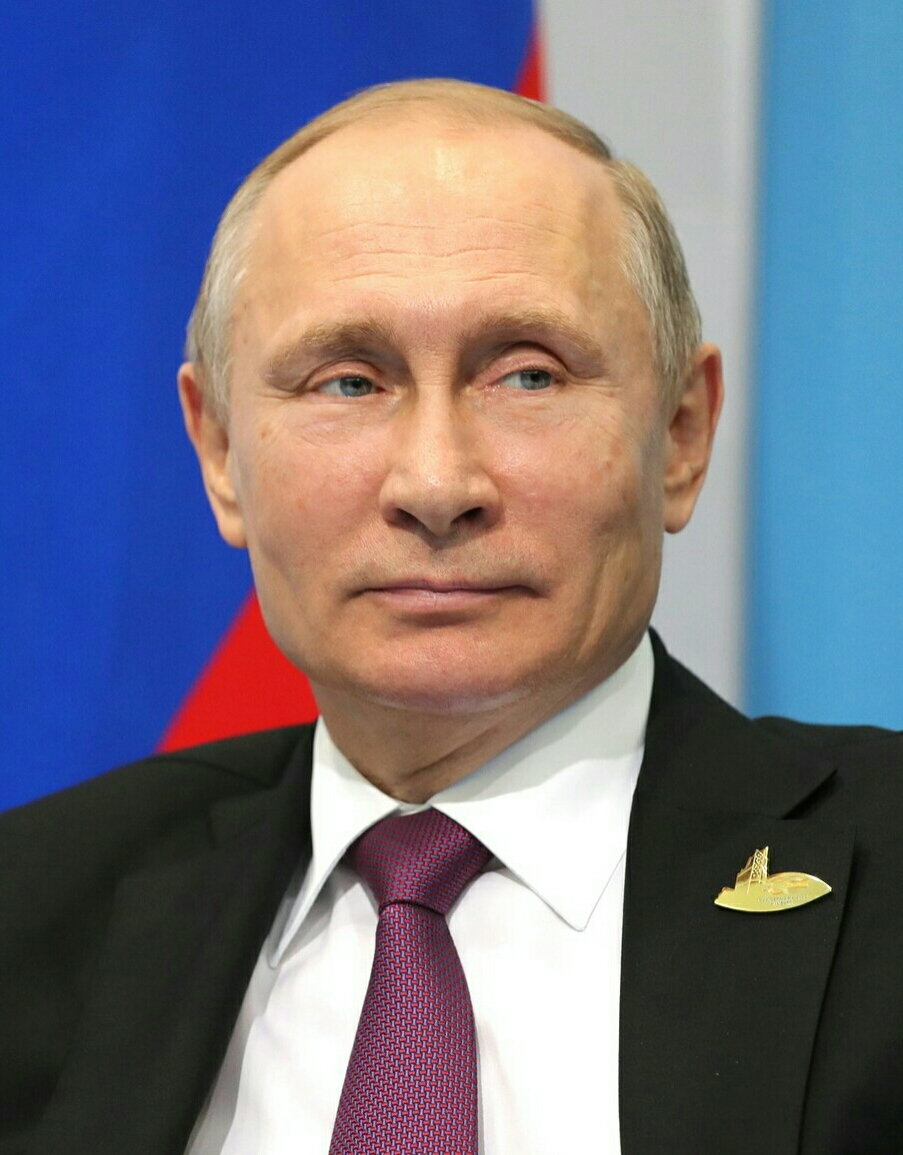
روسیه ولادیمیر پوتین، رئیس‌جمهور
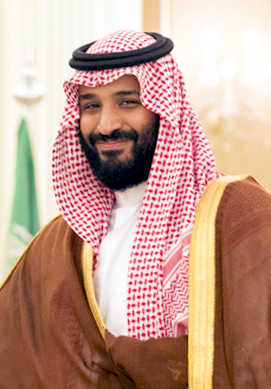
عربستان سعودی محمد بن سلمان، ولیعهد عربستان سعودی
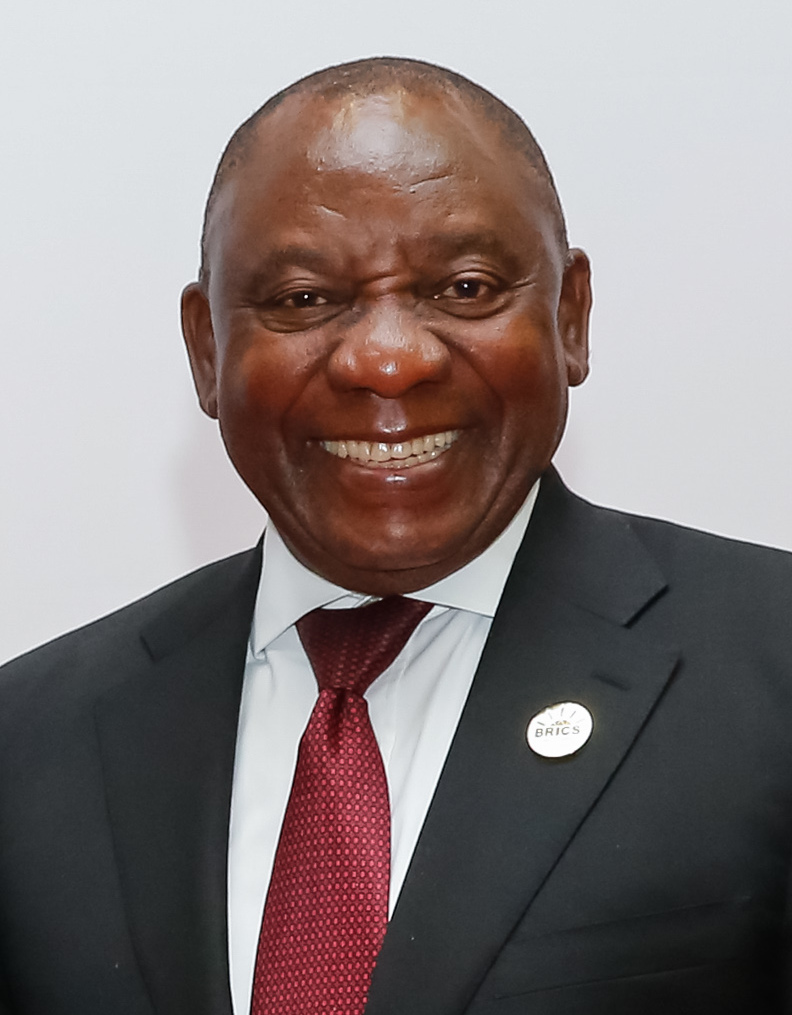
آفریقای جنوبی سیریل رامافوسا، رئیس‌جمهور
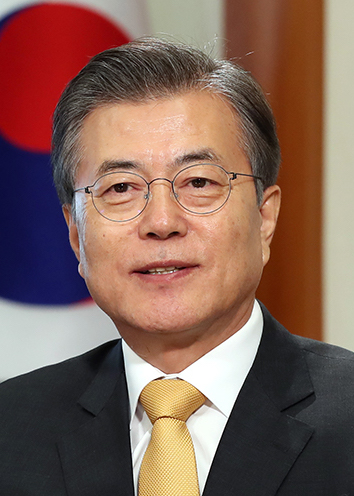
کره جنوبی مون جه-این، رئیس‌جمهور
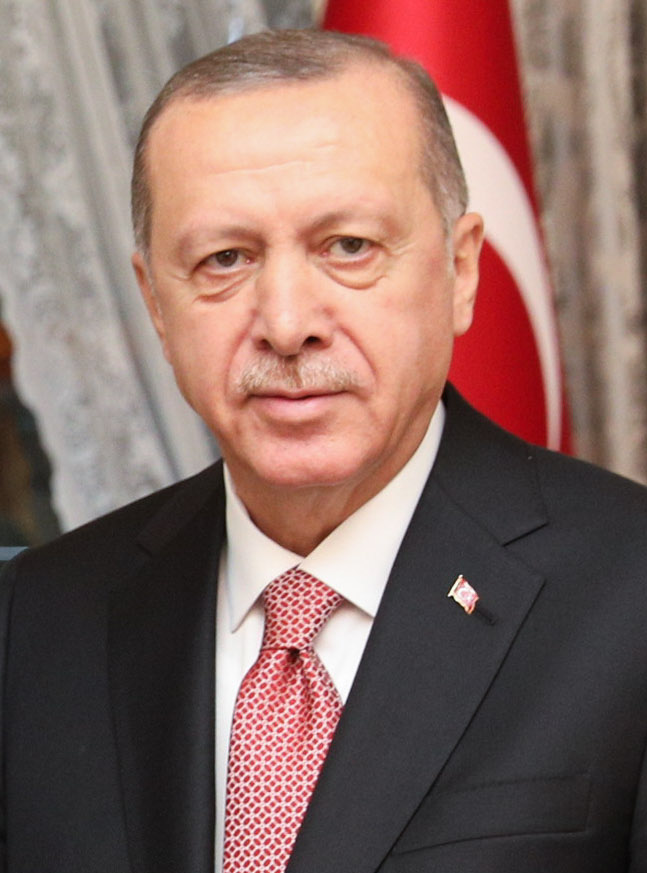
ترکیه رجب طیب اردوغان، رئیس‌جمهور
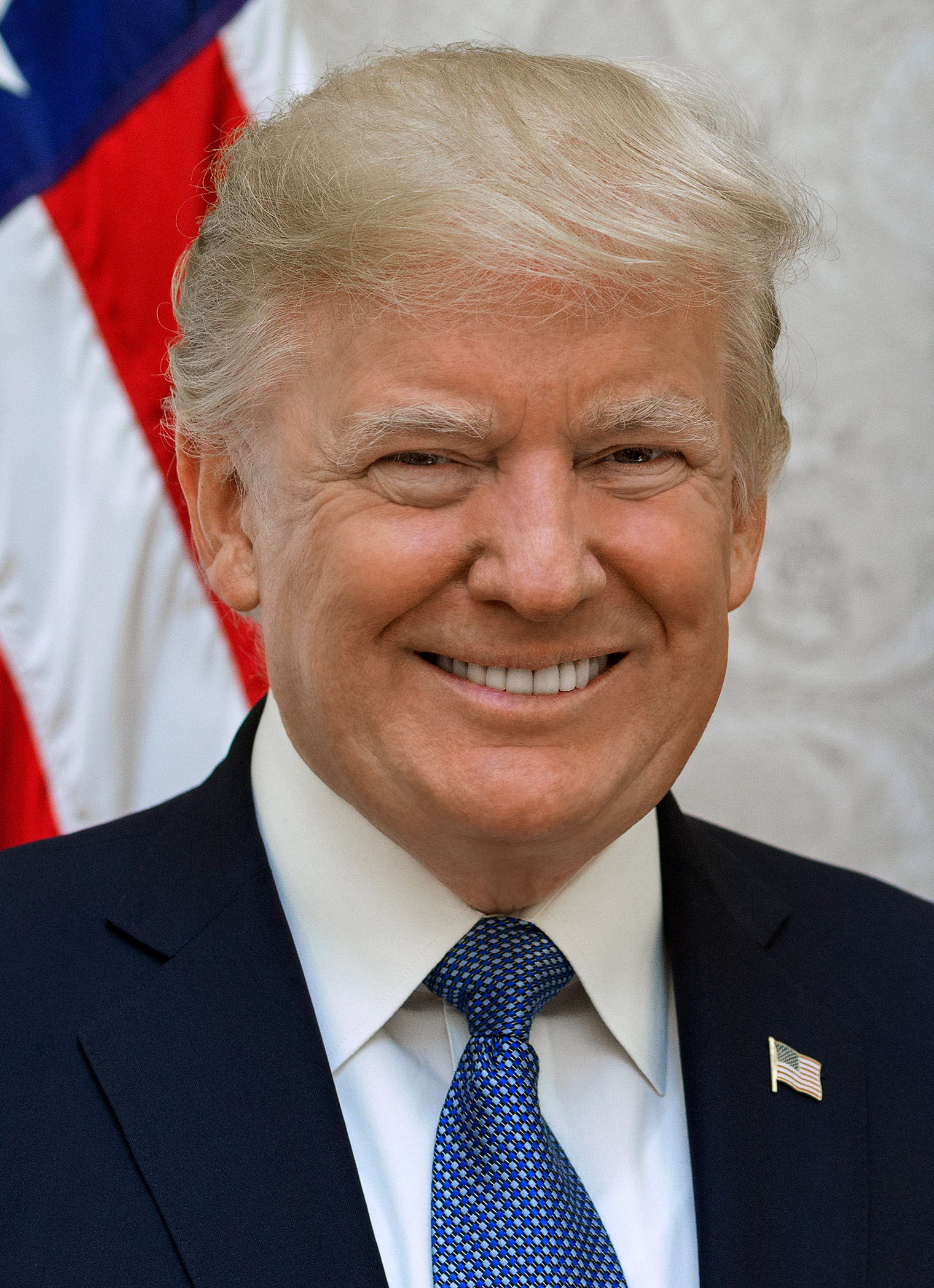
ایالات متحده آمریکا دونالد ترامپ، رئیس‌جمهور
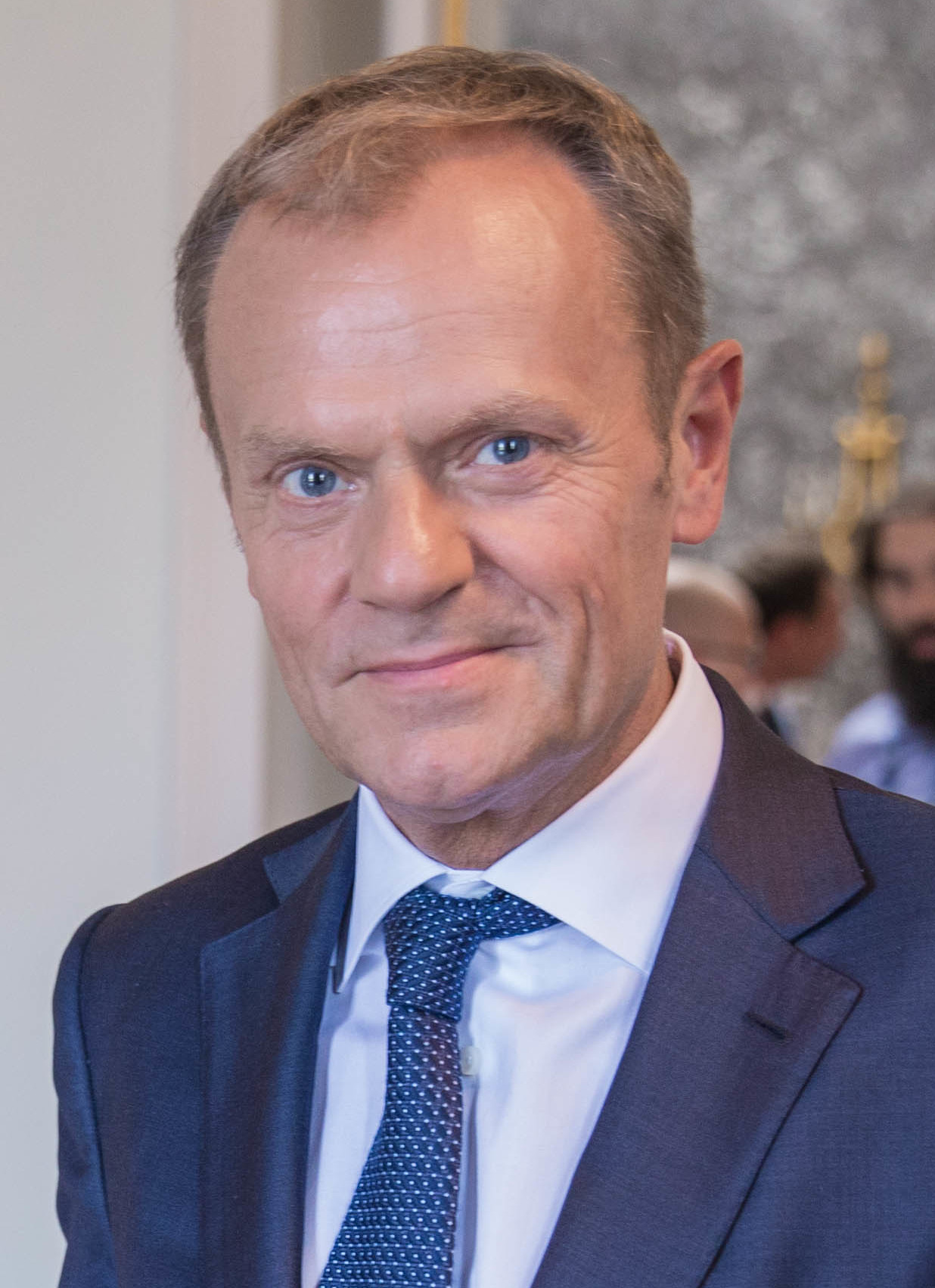
' دونالد توسک، رئیس شورای اروپا
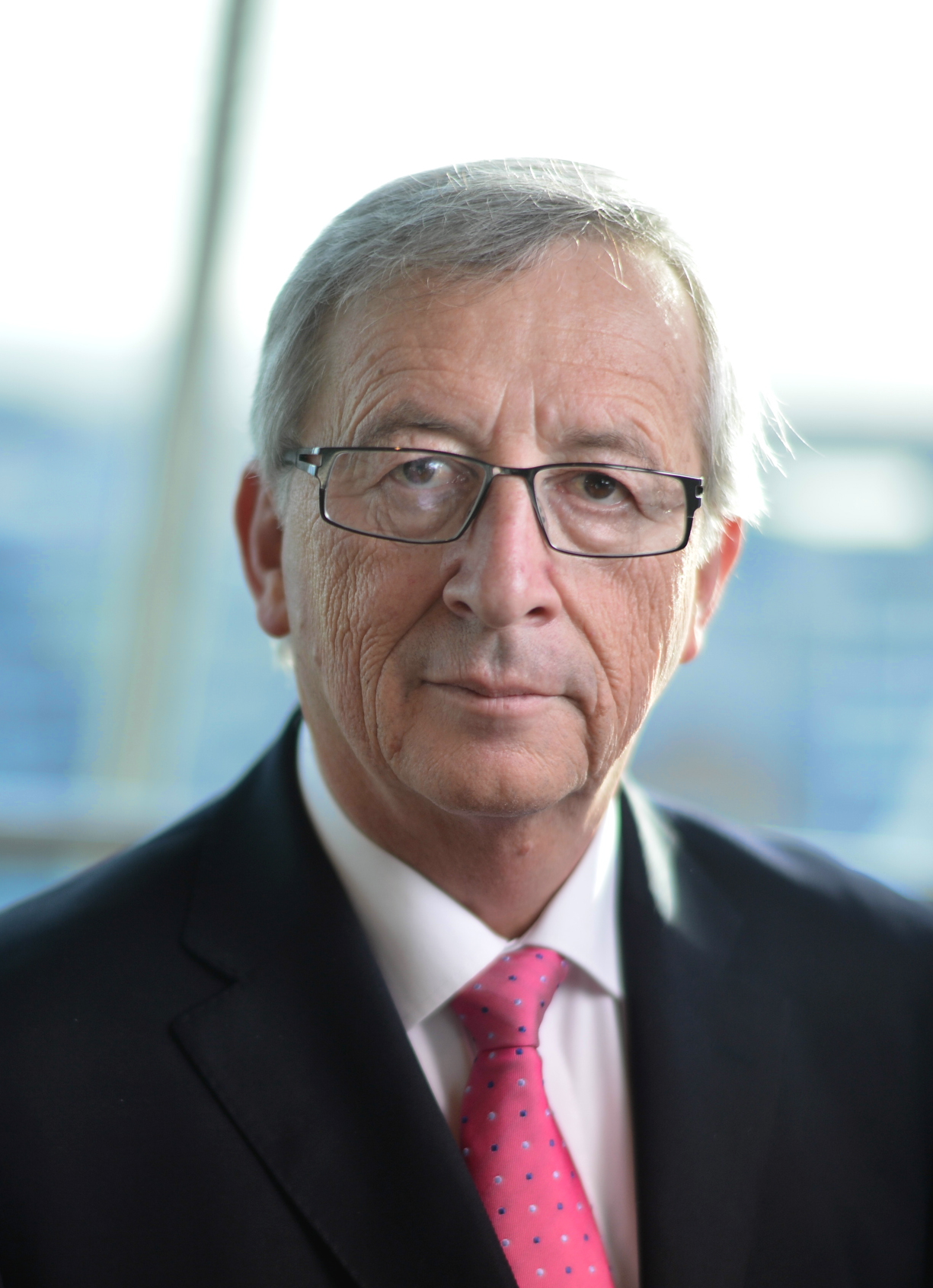
' ژان کلود یونکر، رئیس کمیسیون پارلمان اروپا

- اتحادیه اروپا

دونالد توسک، رئیس شورای اروپا[۳]
- اتحادیه اروپا

ژان کلود یونکر، رئیس کمیسیون پارلمان اروپا

## میهمانان دعوت شده

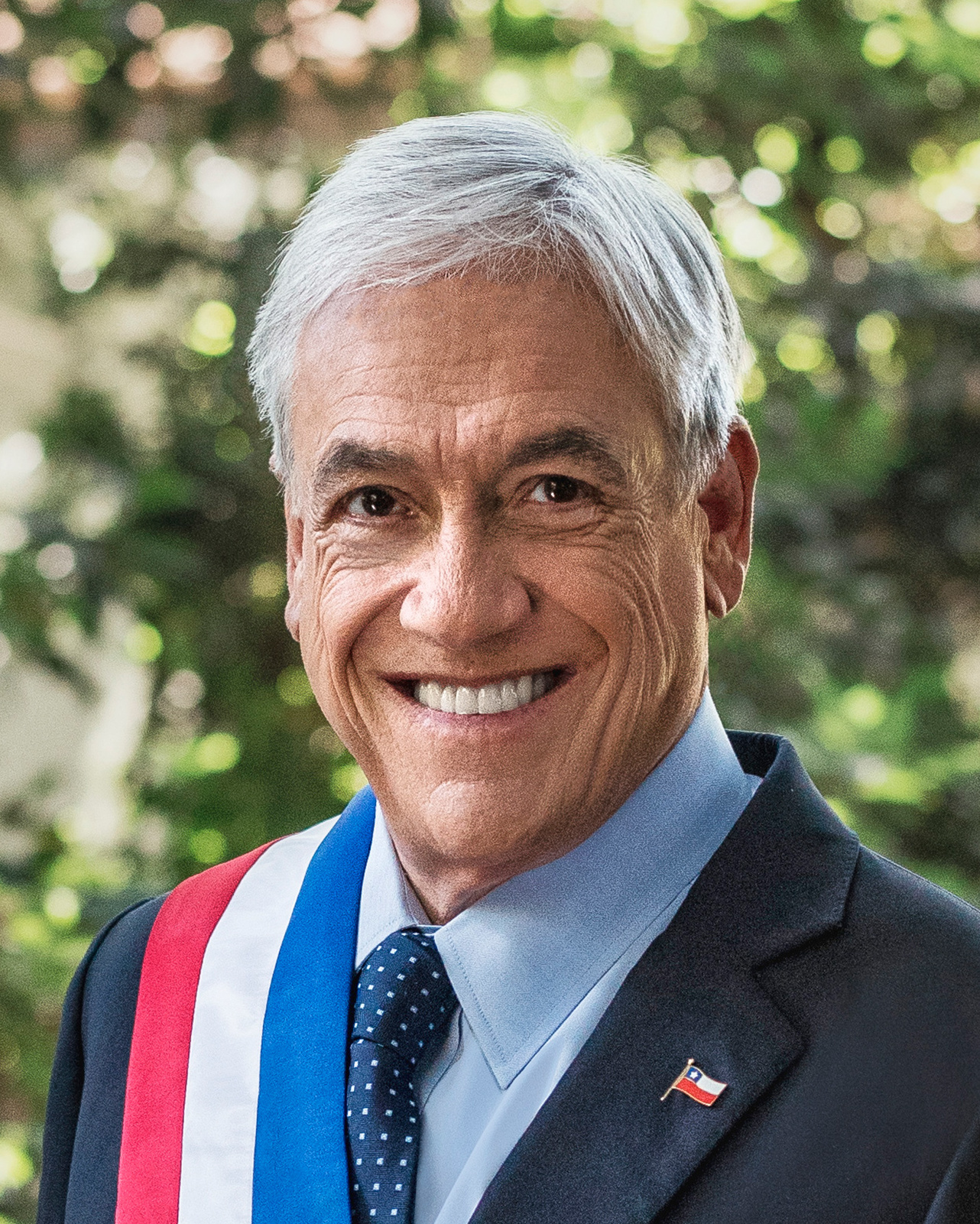
CHL سباستین پینیه‌را، رئیس‌جمهور شیلی، رئیس سازمان همکاری‌های اقتصادی آسیا–پاسفیک
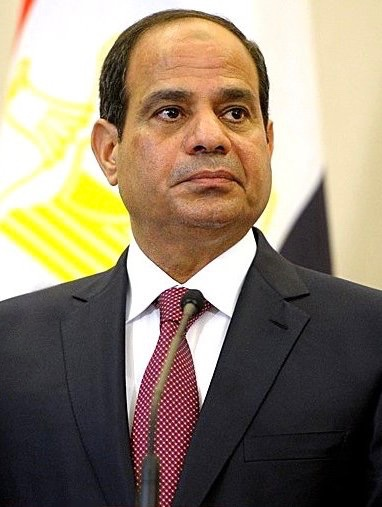
EGY عبدالفتاح السیسی، رئیس‌جمهور مصر، و رئیس اتحادیه آفریقا
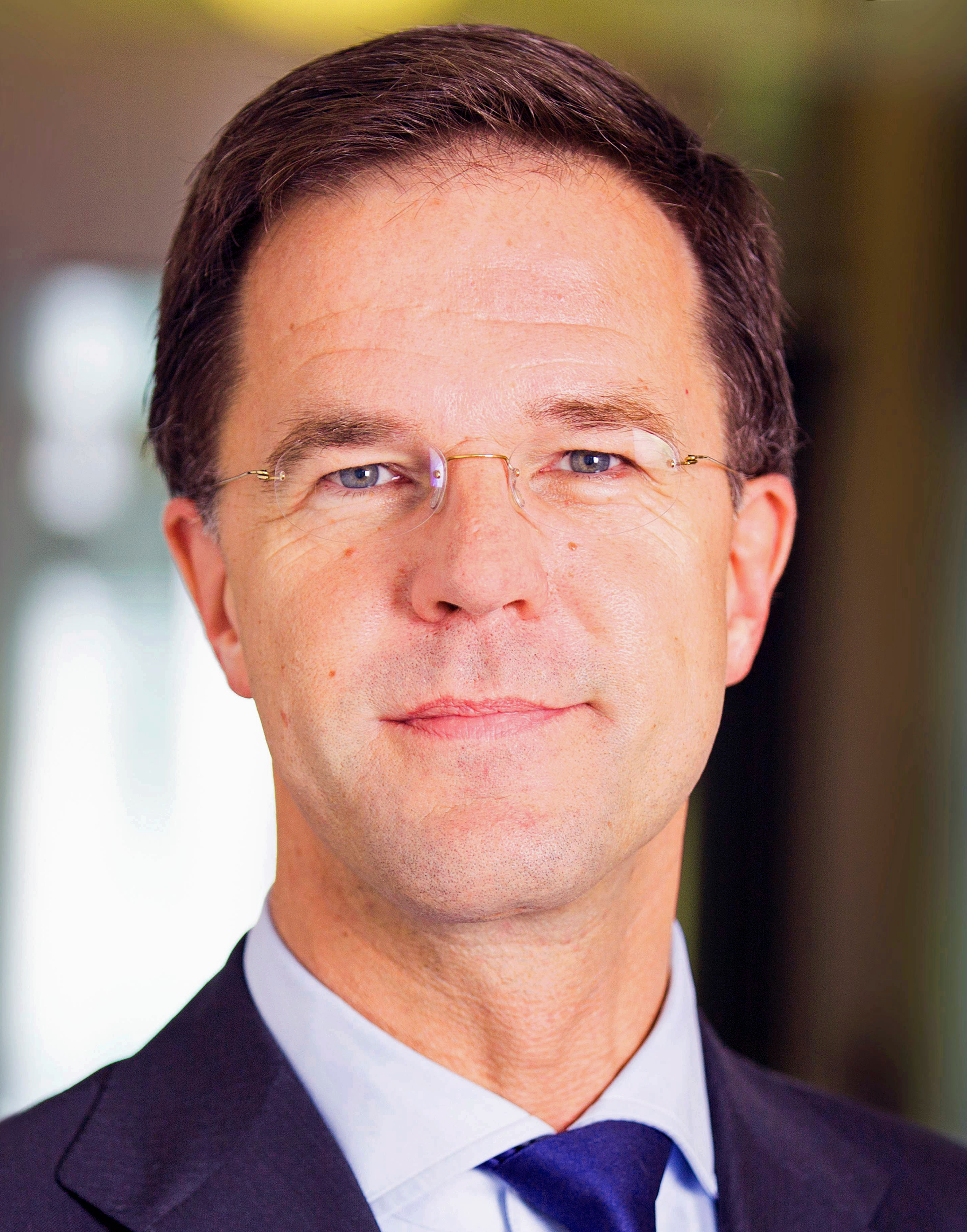
NLD مارک روته، نخست‌وزیر هلند میهمان دعوت شده
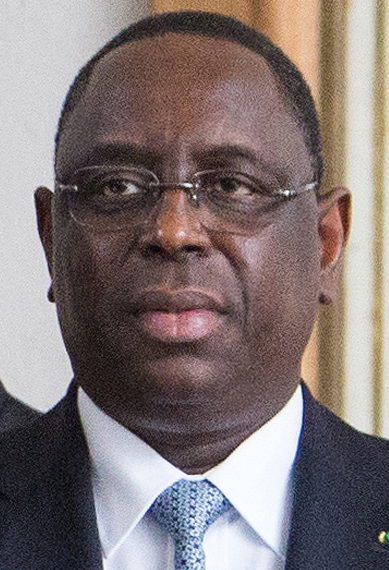
SEN مکی سال، رئیس‌جمهور سنگال، رئیس مشارکت جدید برای توسعه آفریقا NEPAD
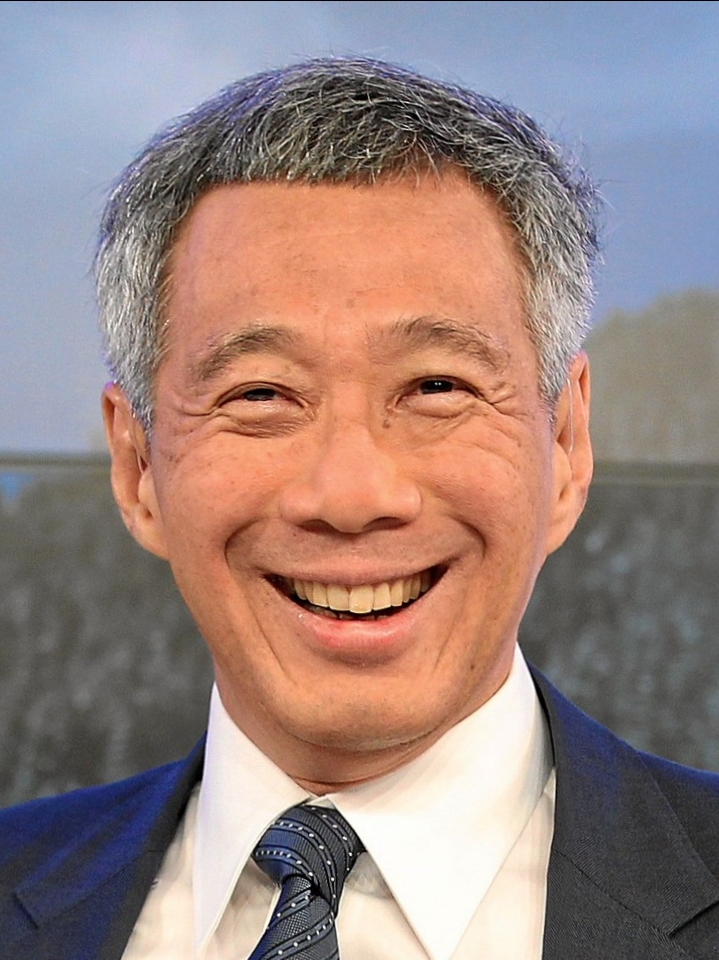
SGP لی هسین لونگ، نخست‌وزیر سنگاپور میهمان دعوت شده
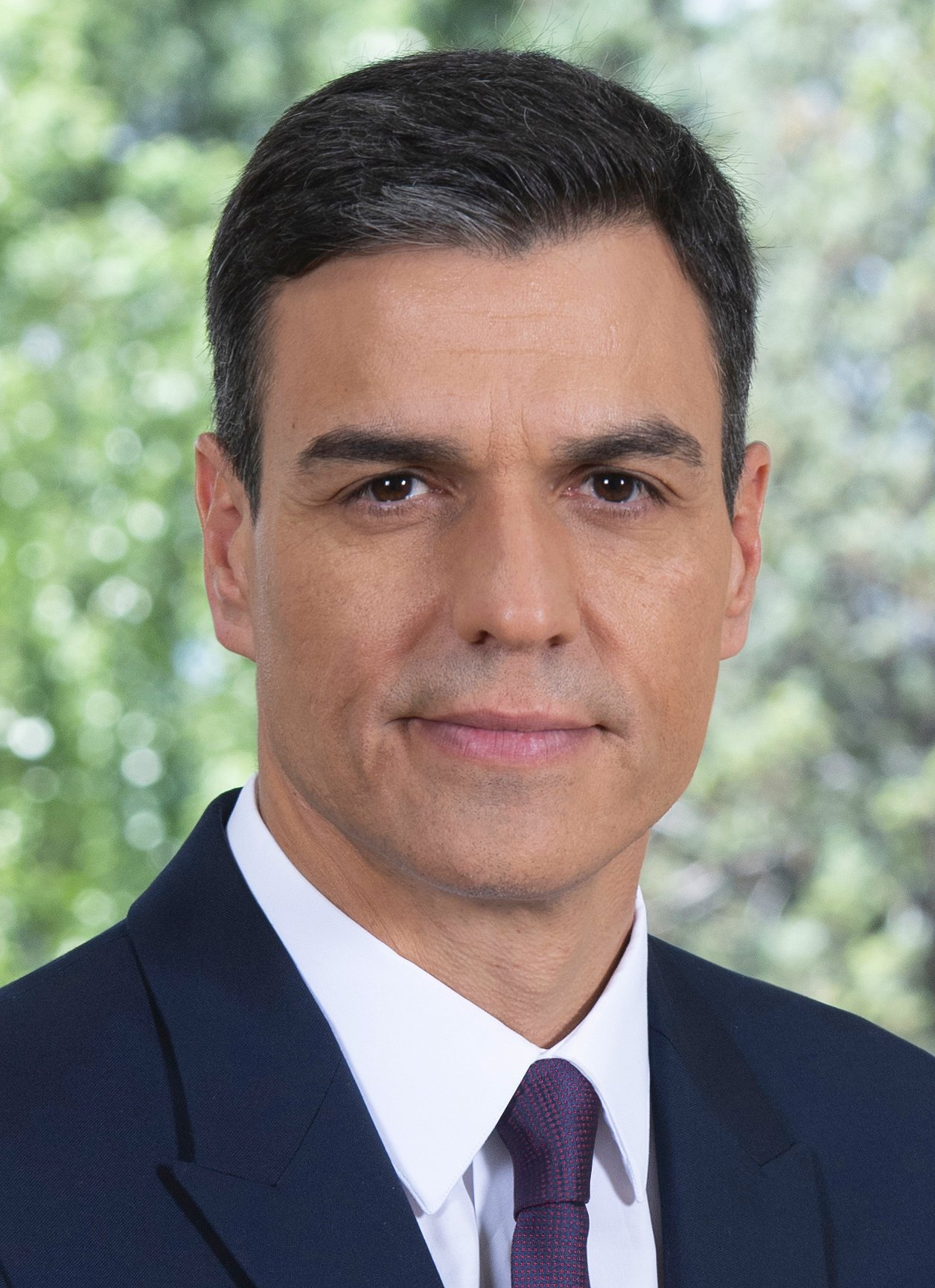
ESP پدرو سانچز، نخست‌وزیراسپانیا میهمان دعوت شده دائمی
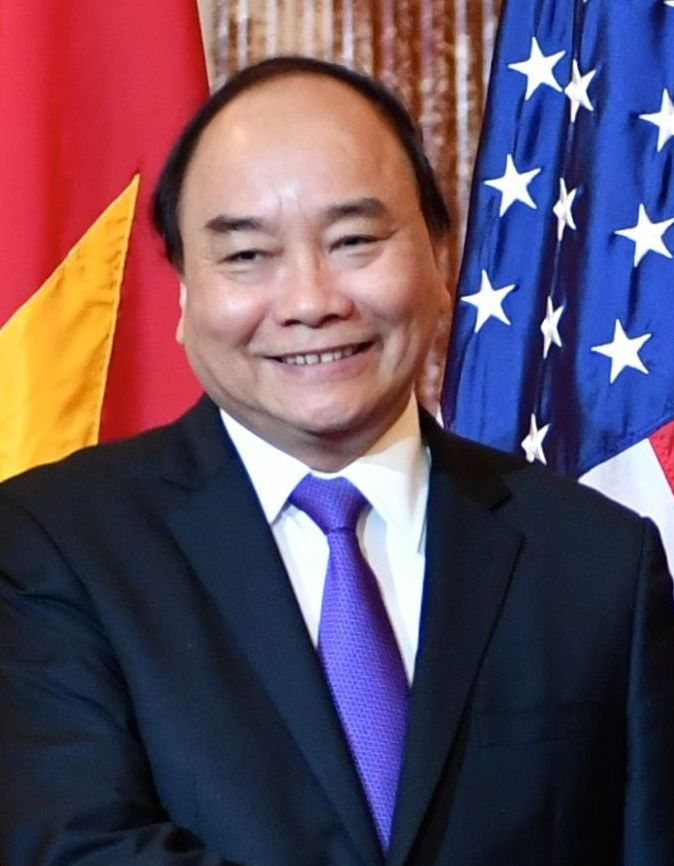
VNM سوآن فوک، نخست‌وزیر ویتنام میهمان دعوت شده

- شیلی
سباستین پینیه‌را، رئیس‌جمهور شیلی، رئیس سازمان همکاری‌های اقتصادی آسیا–پاسفیک
- مصر
عبدالفتاح السیسی، رئیس‌جمهور مصر، و رئیس اتحادیه آفریقا[۴]
- هلند
مارک روته، نخست‌وزیر هلند
میهمان دعوت شده
- سنگال
مکی سال، رئیس‌جمهور سنگال، رئیس مشارکت جدید برای توسعه آفریقا NEPAD
- سنگاپور
لی هسین لونگ، نخست‌وزیر سنگاپور
میهمان دعوت شده
- اسپانیا
پدرو سانچز، نخست‌وزیراسپانیا
میهمان دعوت شده دائمی
- ویتنام
سوآن فوک، نخست‌وزیر ویتنام
میهمان دعوت شده

## سازمان‌های بین‌المللی میهمان

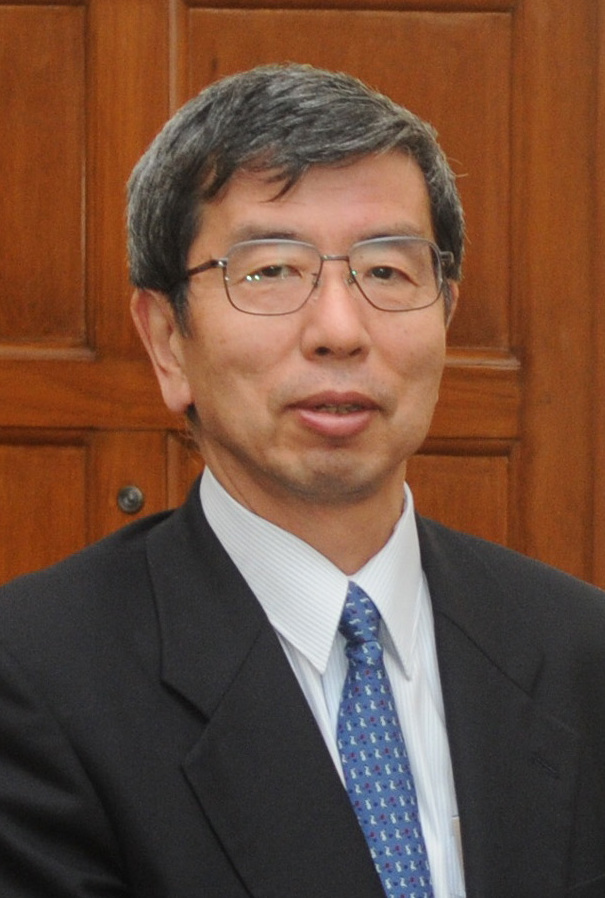
رئیس بانک توسعه آسیایی تاکهیکو ناکاو
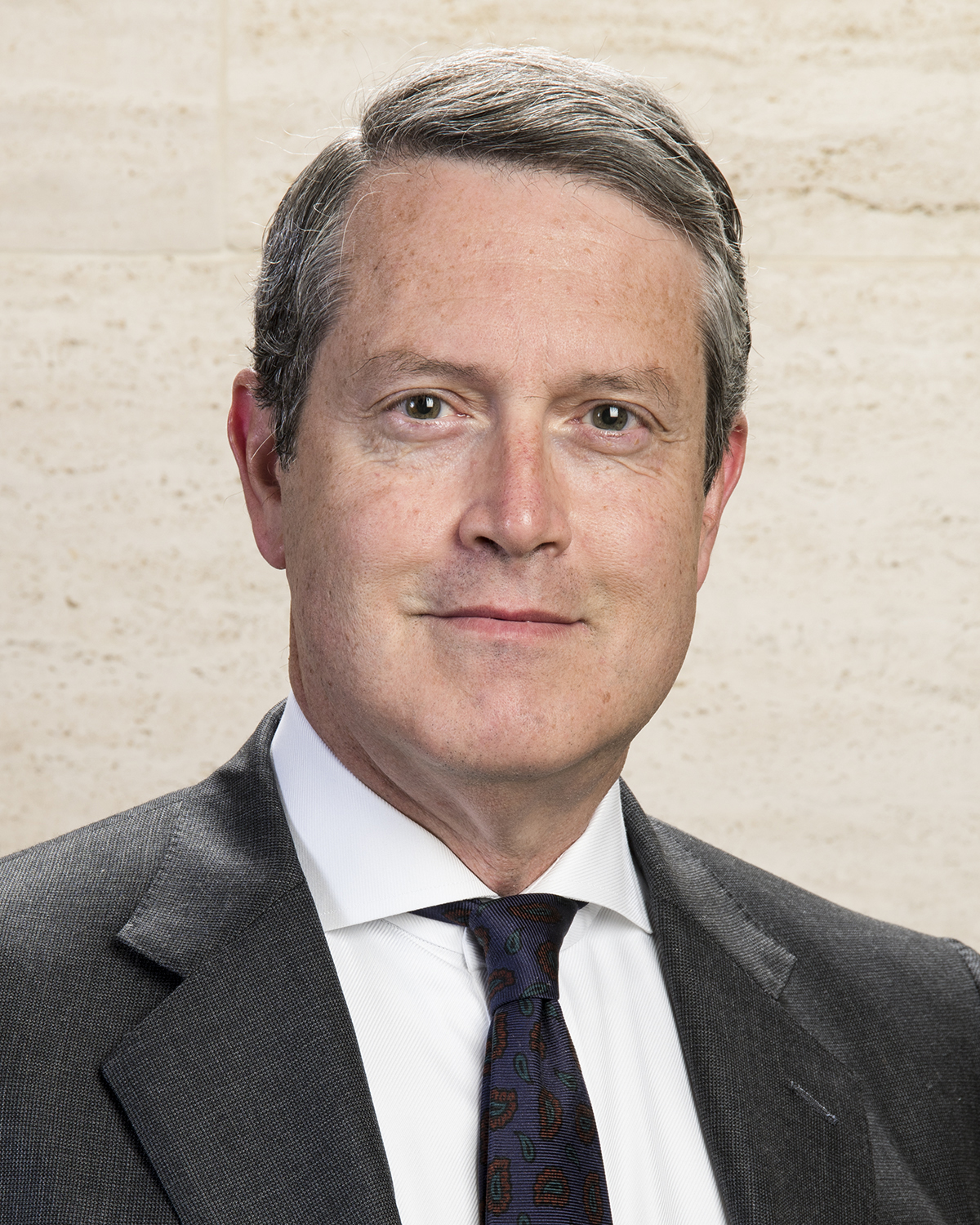
رئیس هیئت ثبات مالی رندل کیث کوارلس
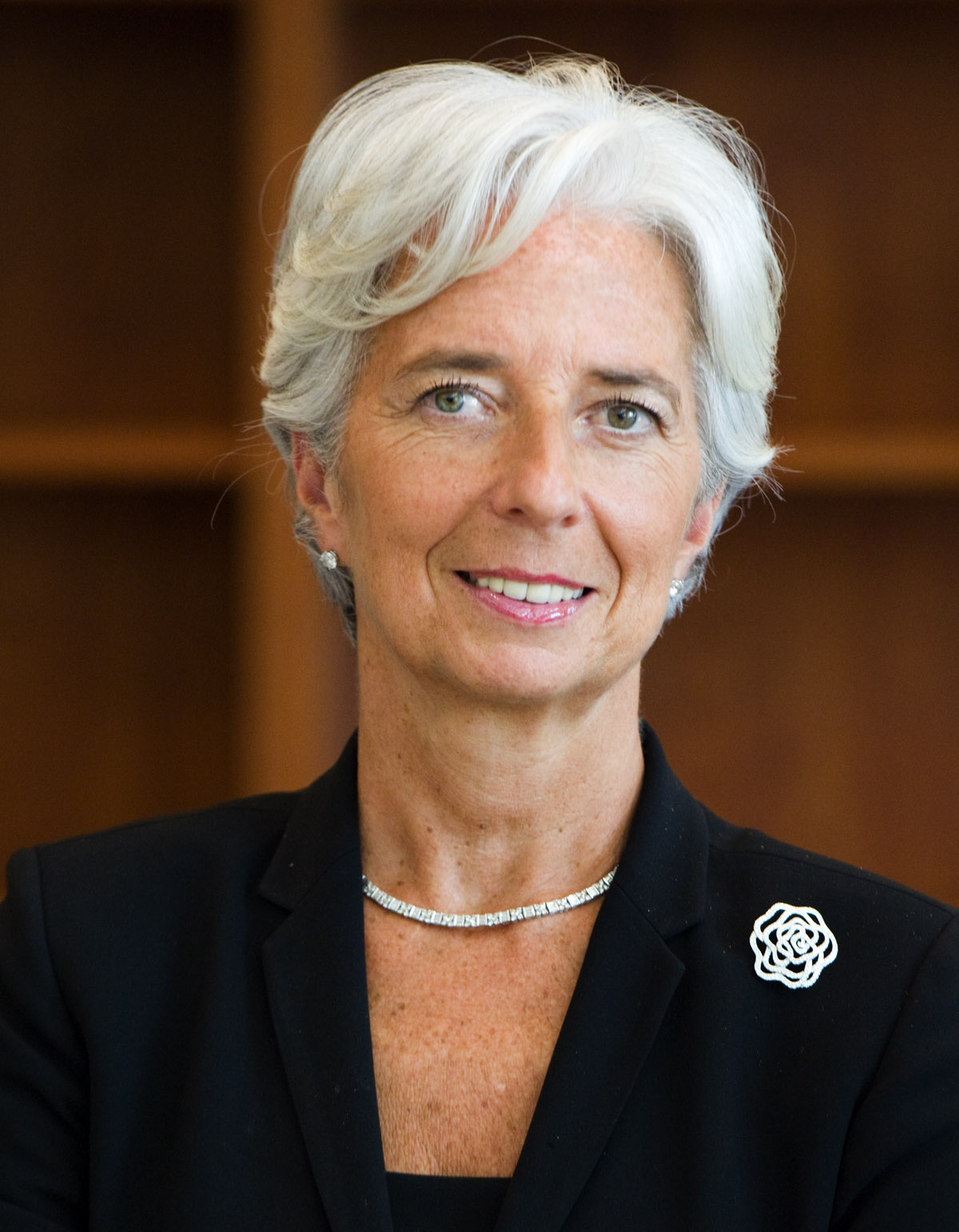
رئیس صندوق بین‌المللی پول کریستین لاگارد
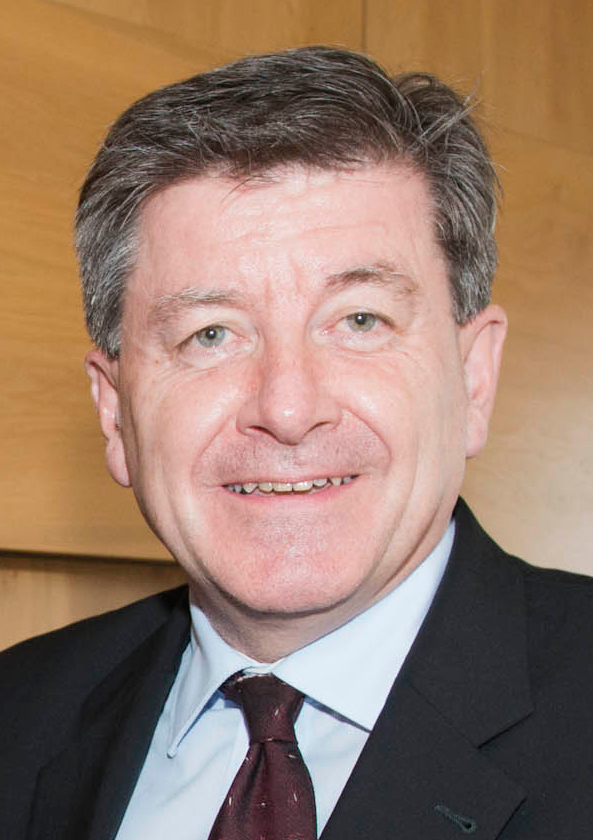
دبیرکلسازمان بین‌المللی کار گای رایدر
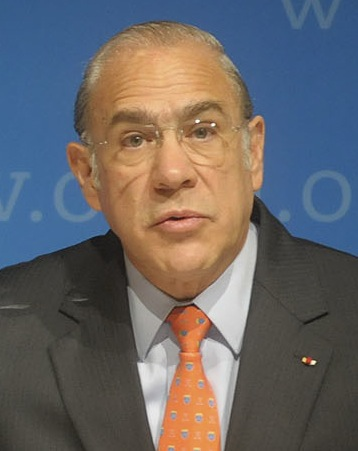
دبیرکل سازمان همکاری و توسعه اقتصادی خوزه آنخل گوریا
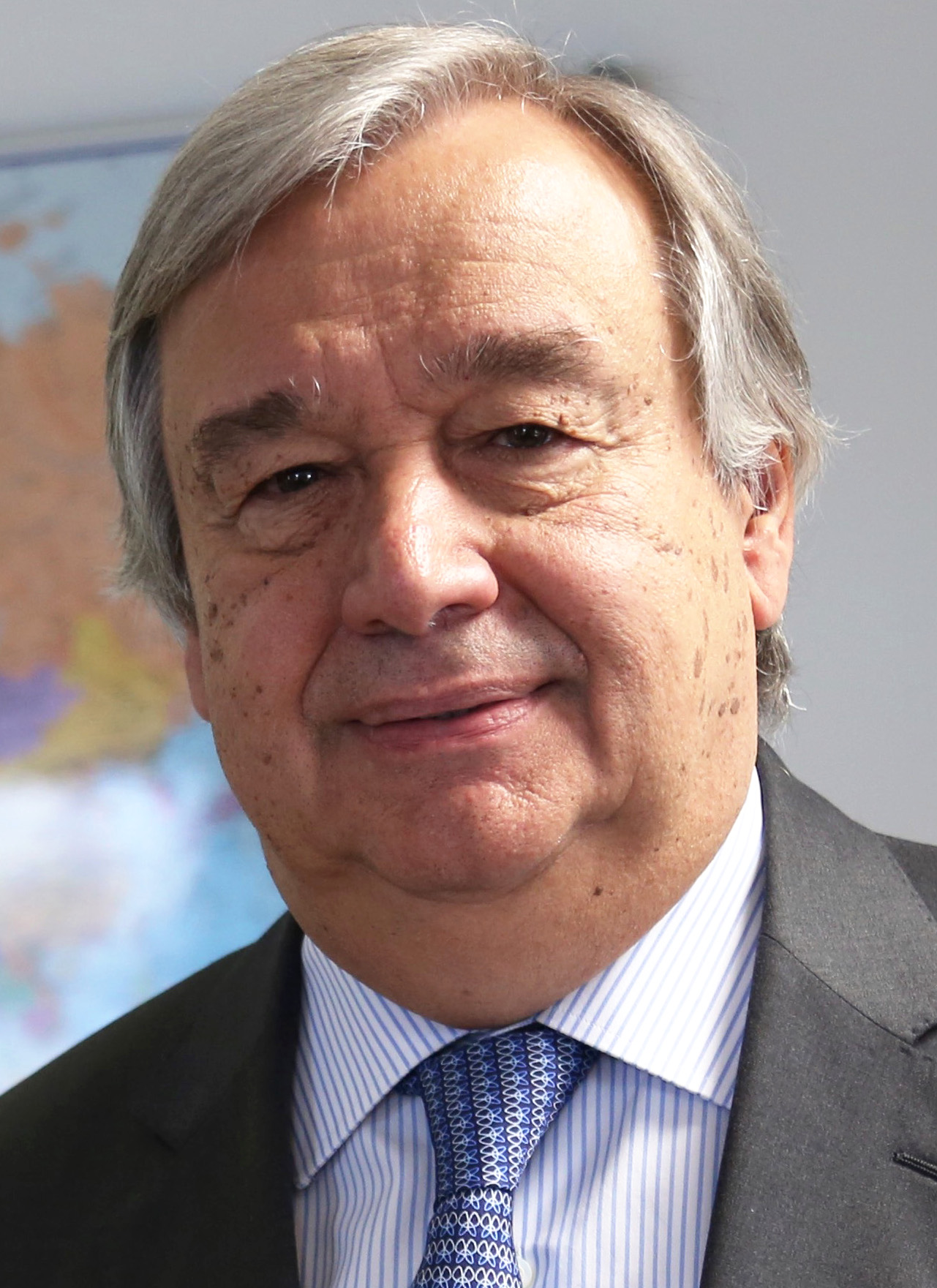
دبیرکل سازمان ملل متحد آنتونیو گوترش
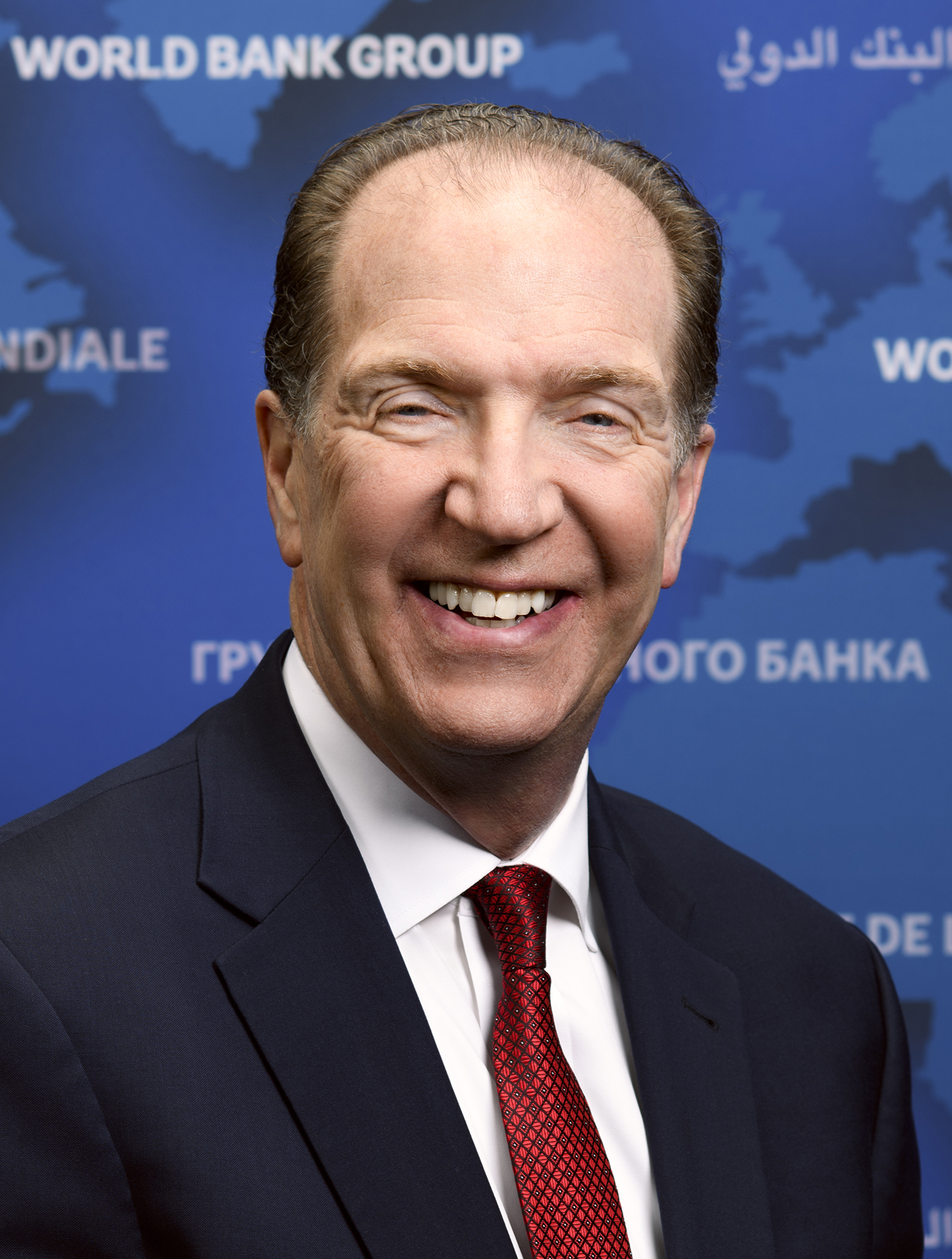
رئیسبانک جهانی دیوید مالپس
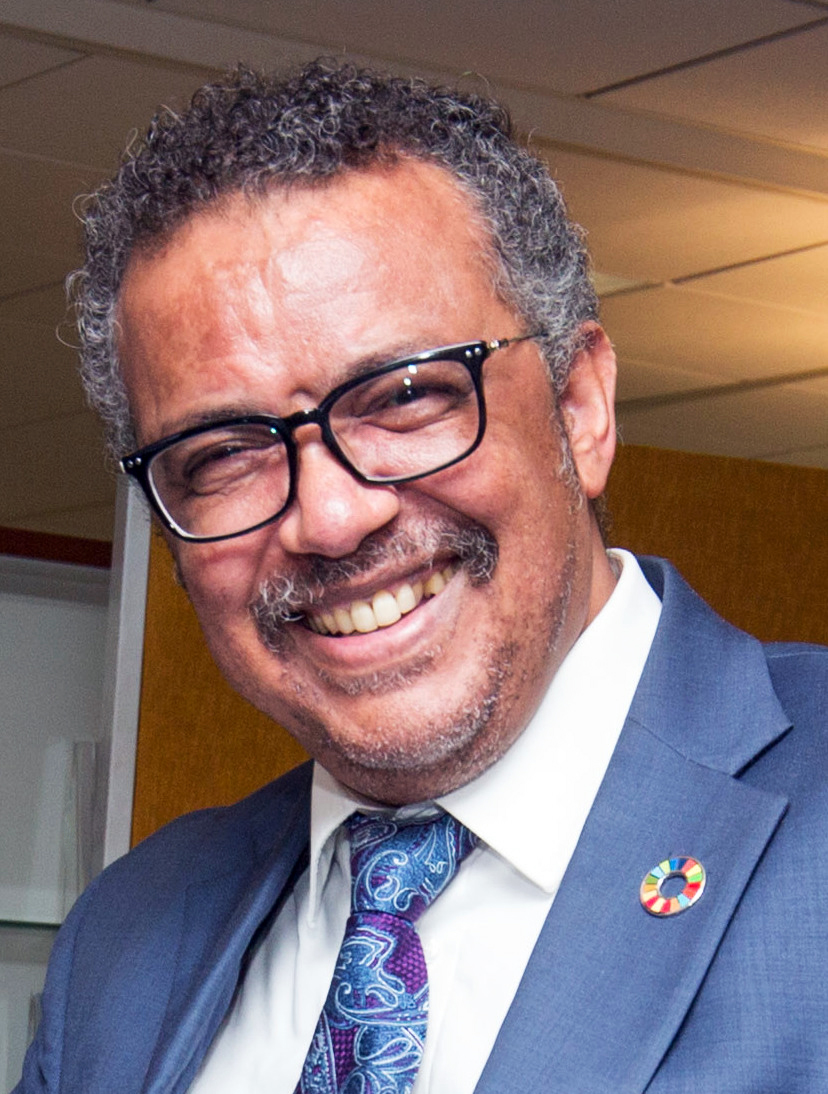
دبیرکل سازمان جهانی بهداشت تئودور آدهانوم
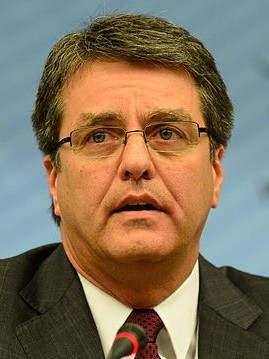
دبیرکلسازمان تجارت جهانی
روبرتو آزودو

## موضوعات
جنگ تجاری و افت رشد اقتصادی جهان یکی از موضوعات مهم اجلاس دو روزه سران گروه ۲۰ است که در ۲۸ و ۲۹ ژوئن ۲۰۱۹ برگزار شد، برای تضمین توسعه پایدار جهانی هشت موضوع در این اجلاس مورد بحث قرار گرفتکه شامل «اقتصاد جهانی»، «تجارت و سرمایه‌گذاری»، «نوآوری»، «محیط زیست و انرژی»، «اشتغال»، «توانمند سازی زنان»، «توسعه» و «سلامت» است.
وزارت امور خارجه جمهوری خلق چین بیانیه ای را با توجه به تظاهرات هنگ کنگ که علیه دادسرای این کشور در سال ۲۰۱۹ صورت گرفت را به عنوان امور داخلی چین در تاریخ ۲۴ ژوئن صادر کرده‌است. دولت چین می‌خواهد مسئله هنگ کنگ را از دستور کار اجلاس سال گذشته خارج کند تا از رویارویی‌های سیاسی و امنیتی بین رهبران G20 در خارج و داخل چین جلوگیری شود. چین کشورهای جی ۲۰ را که ممکن است به خطا چین را در خصوص هنگ کنگ متهم کنند تهدید کرد